# Mangrol
Mangrol (en guyaratí: માંગરોલ ) es una ciudad de la India en el distrito de Junagadh, estado de Guyarat.

## Geografía
Se encuentra a una altitud de 18 m s. n. m. a 422 km de la capital estatal, Gandhinagar, en la zona horaria UTC +5:30.

## Demografía
Según estimación 2011 contaba con una población de 63 882 habitantes.